# 南へ旅しませんか
『南へ旅しませんか』（みなみへたびしませんか）は、1997年6月21日に発売された川中美幸のシングルである。

## 解説
- 前作に引き続き広瀬香美によるプロデュース。

## 収録曲
- 全曲作詞・作曲：広瀬香美

1. 南へ旅しませんか
  - 編曲：本間昭光
2. 南へ旅しませんか（オリジナル・カラオケ）
3. 美幸のお願い数え唄
  - 編曲：飯田高広
4. 美幸のお願い数え唄（オリジナル・カラオケ）